# اسپینالونگا
اسپینالونگا (یونانی: Σπιναλόγκα) جزیره‌ای است در خلیج الوندا در شمال شرقی جزیره یونانی کرت، در لاسیتی، در کنار شهر پلاکا. این جزیره نزدیک شبه‌جزیره اسپینالونگا که به دلیل شباهت نام، باعث سردرگمی می‌شود. امروزه نام رسمی یونانی جزیره کالیدون است.
در زمان حکومت ونیزی، نمک از نمکدان‌های اطراف جزیره برداشت می‌شد. این جزیره به عنوان زندان جذامیان نیز به کار گرفته می‌شد. اسپینالونگا در رمان‌ها، سریال‌های تلویزیونی و یک فیلم کوتاه ظاهر شده‌است.

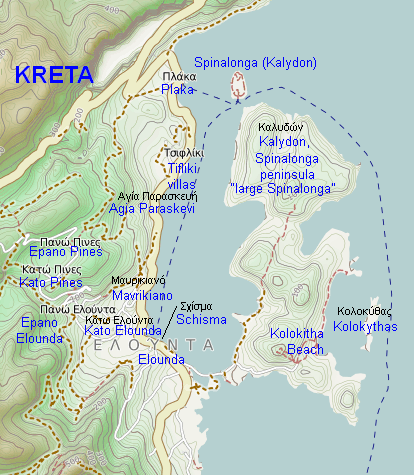
نقشه الوندا، اسپینالونگا و مناطق اطراف آن.

## تاریخ
این جزیره به دلیل موقعیت خود از همان سال‌های ابتدایی خود به منظور حفاظت از ورودی بندر اولوس مستحکم بود.
اولوس و مناطق اطراف آن، در میانه سده هفتم به دلیل یورش دزدان دریایی عرب به مدیترانه خالی از سکنه شد. اولوس تا اواسط سده پانزدهم متروک ماند تا اینکه ونیزی‌ها در آب‌های کم‌عمق و شور آن نمکدان ساختند. متعاقباً این منطقه ارزش تجاری پیدا کرد و مسکونی شد. این، همراه با تهدید نوظهور ترکان عثمانی، به ویژه پس از سقوط قسطنطنیه در سال ۱۴۵۳، و حملات مداوم دزدان دریایی، ونیزی‌ها را مجبور به استحکام بخشیدن به جزیره کرد.

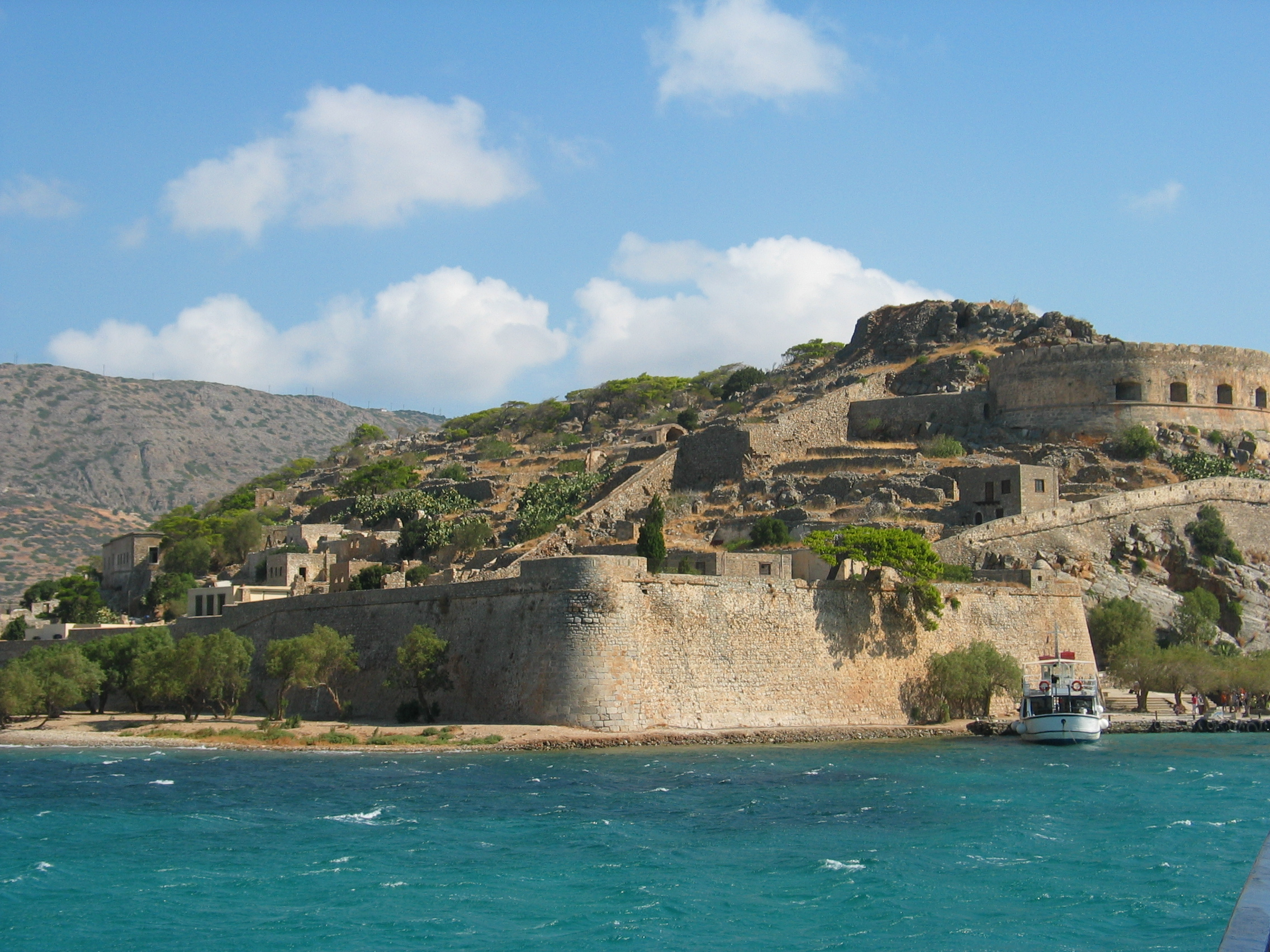
جزیره اسپینالونگا

اسپینالونگا در حال بررسی برای تبدیل شدن به یک سایت میراث جهانی است.